# فرودگاه بین‌المللی سردار ولابهبهی پتل
فرودگاه بین‌المللی سردار ولابهبهی پتل (به انگلیسی: Sardar Vallabhbhai Patel International Airport) یک فرودگاه همگانی مسافربری با کد یاتا AMD است که یک باند فرود بتن و آسفالت دارد و طول باند آن ۳۵۹۹ متر است. این فرودگاه در شهر احمدآباد (هندوستان) کشور هند قرار دارد و در ارتفاع ۵۸ متری از سطح دریا واقع شده‌است.

## شرکت‌های هواپیمایی و مقصدهای پروازی

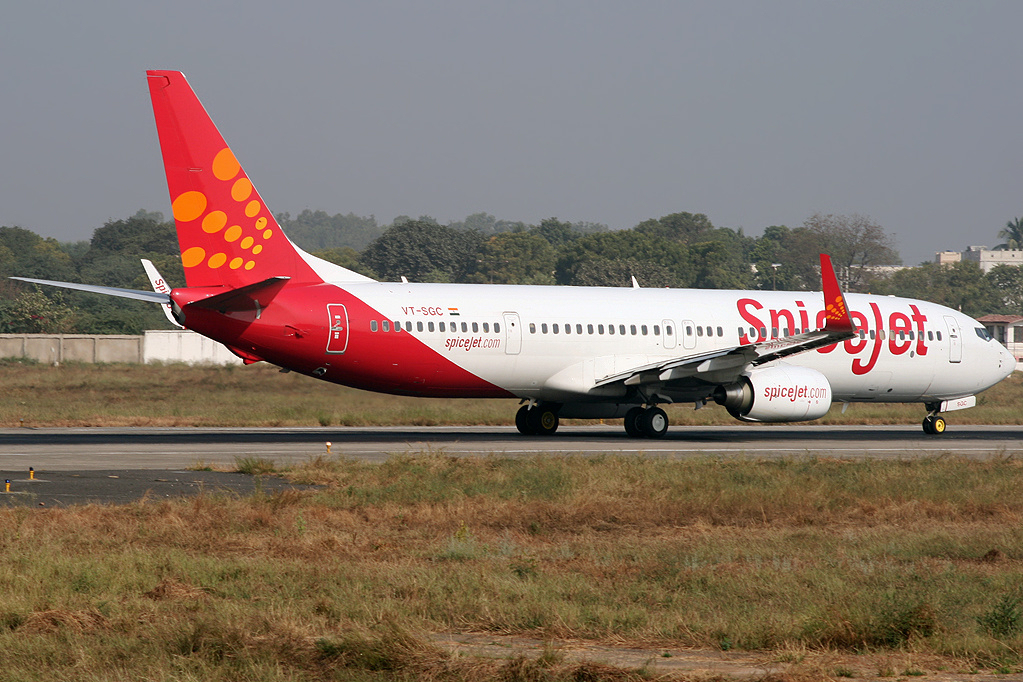
A اسپایس‌جت بوئینگ ۷۳۷ نسل بعدی on the runway

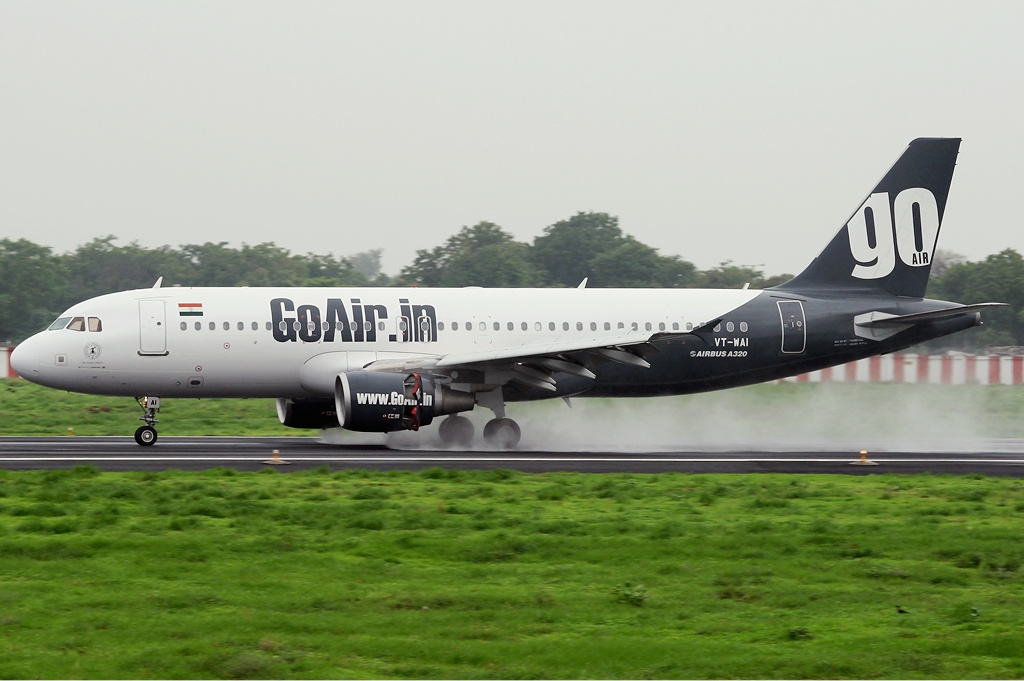
An arriving GoAir خانواده ایرباس ای۳۲۰

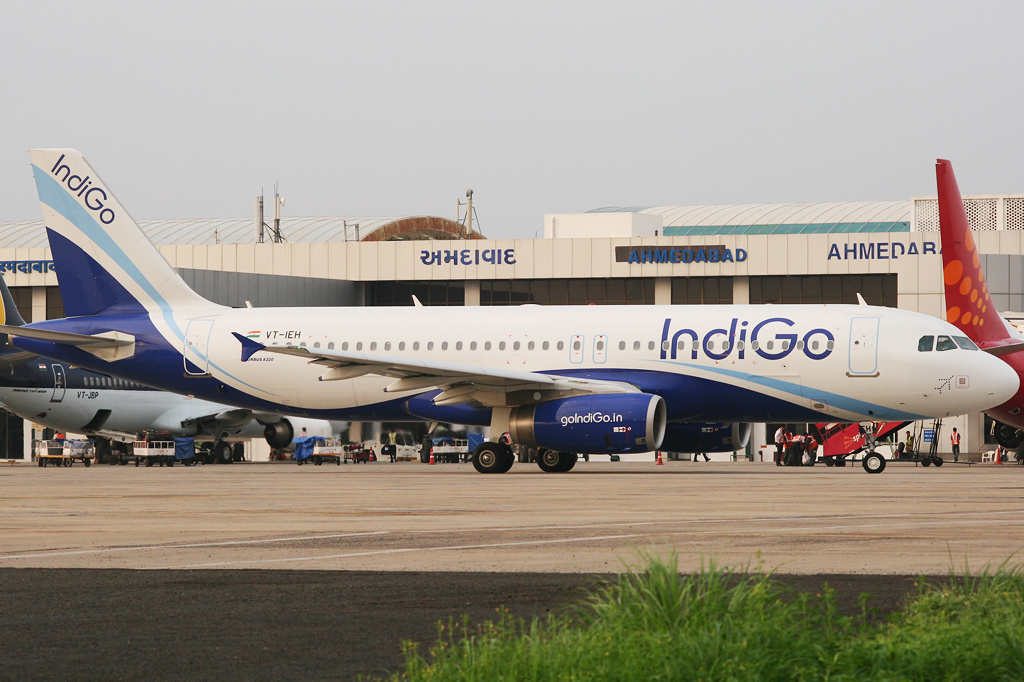
An ایندی‌گو خانواده ایرباس ای۳۲۰ taxiing

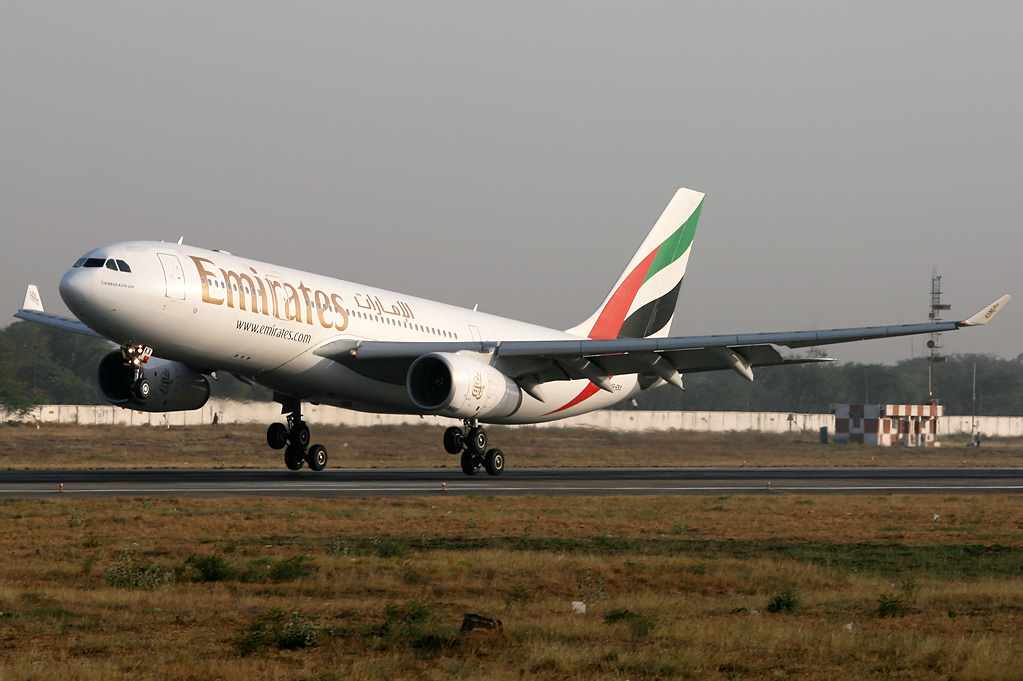
An هواپیمایی امارات ایرباس ای۳۳۰ arriving from دوبی

### مسافری
| شرکت‌های هواپیمایی  | مقصدهای پروازی |
| ------------------ | --- |
| ایر عربیا          | شارجه |
| ایر ایندیا         | چنای، ایندیرا گاندی، کویت، هیترو لندن، چاتراپاتی شیواجی، لیبرتی نیوآرک |
| هواپیمایی امارات   | دوبی |
| هواپیمایی اتحاد    | ابوظبی |
| فلای‌دبی            | دوبی |
| GoAir              | چنای، ایندیرا گاندی، لوکپریرا گوپیناز بوردولوئی، کوچین، جایپور، نتاجی سبهاش چندر بوس، چاتراپاتی شیواجی، پون                                                                                      |
| ایندی‌گو            | بنگالورو، چنای، کویمباتور، ایندیرا گاندی، دابولیم، لوکپریرا گوپیناز بوردولوئی، راجیو گاندی، ایمفال، جایپور، نتاجی سبهاش چندر بوس، کوچین، اماوسی، چاتراپاتی شیواجی, پون، تریواندروم، ویساکاپاتنام |
| کویت ایرویز        | کویت |
| هواپیمایی قطر      | حمد |
| سنگاپور ایرلاینز   | چانگی سنگاپور |
| هواپیمایی سعودی    | فصلی: ملک عبدالعزیز |
| اسپایس‌جت           | بنگالورو، چنای، کویمباتور، ایندیرا گاندی، دوبی، دابولیم، راجیو گاندی، جایپور، کوچین، چاتراپاتی شیواجی، مسقط، پون                                                                                 |
| Ventura AirConnect | کاندلا، پربندر، راجکوت، Surat |
| ویستارا            | ایندیرا گاندی |

### باری
| شرکت‌های هواپیمایی | مقصدهای پروازی                                                                                        |
| ----------------- | --- |
| بلو دارت اوییشن   | بنگالورو، چنای, کویمباتور، ایندیرا گاندی، راجیو گاندی، نتاجی سبهاش چندر بوس، اماوسی، چاتراپاتی شیواجی |
| امارات اسکای‌کارگو | آل مکتوم                                                                                              |
| هواپیمایی اتیوپی  | بوول، ملک خالد                                                                                        |
| هواپیمایی اتحاد   | ابوظبی                                                                                                |
| هواپیمایی قطر     | حمد                                                                                                   |